# Canton de Sarrelouis
Le canton de Sarrelouis alias canton de Sarre-Libre, est un ancien canton français du département de la Moselle, disparu en 1815.

## Histoire
Modifié par l'arrêté consulaire du 29 vendémaire An X. Il se composait de localités qui appartenaient en 1789 à la Lorraine et aux Trois-Évêchés.
En 1802, ce canton totalisait 15858 habitants répartis dans 27 communes.
À la suite du traité de Paris de 1815, la France dut céder à la Prusse une partie du département Mosellan, ce qui concernait 18 communes sur 27 de ce canton et plus de 12000 habitants.

## Composition
| Communes en 1802                                | Population en 1802 | Pays actuel |
| ----------------------------------------------- | ------------------ | ----------- |
| Bérus                                           | 689                | Allemagne   |
| Bisten et Linsel                                | 209                | Allemagne   |
| Bisten-im-loch                                  | 277                | France      |
| Creutzwald-la-Croix                             | 476                | France      |
| Creutzwald-la-Houve                             | 287                | France      |
| Creutzwald-Wilhelmsbronn                        | 284                | France      |
| Diesen (haut et bas)                            | 97                 | France      |
| Differten                                       | 633                | Allemagne   |
| Enstroff                                        | 375                | Allemagne   |
| Falck                                           | 334                | France      |
| Forweiler-nouveau                               | 436                | Allemagne   |
| Forweiler-vieux                                 | 437                | Allemagne   |
| Fridricksweiler                                 | 93                 | Allemagne   |
| Grisborn ou Krisborn                            | 202                | Allemagne   |
| Ham-sous-Varsberg                               | 467                | France      |
| Hostenbach                                      | 283                | Allemagne   |
| Hultzweiler                                     | 320                | Allemagne   |
| Listroff et les Hussards                        | 944                | Allemagne   |
| Loutre ou Frauloutern                           | 621                | Allemagne   |
| Merten et Bibling                               | 682                | France      |
| Porcelette                                      | 532                | France      |
| Puttelange-lès-Sarrelouis ou Pettelange-Créange | 830                | Allemagne   |
| Roden                                           | 1159               | Allemagne   |
| Sarrelouis                                      | 4031               | Allemagne   |
| Schaffausen, Verbel et Wadgasse                 | 442                | Allemagne   |
| Uberhern                                        | 334                | Allemagne   |
| Varsberg                                        | 384                | France      |

## Composition en 1801
Bérus, Bisten et Linsel, Bisten-im-Loch, Creutzwald-la-Croix, Creutzwald-la-Houve, Creutzwald-Wilhelmsbronn, Differten, Disen-bas, Enstroff, Falck, Forweiler-nouveau, Forweiler-vieux, Fridericksweiler, Grisborn, Ham-lès-Bisten-im-Loch, Hostenbach, Hultzweiler et Saint-Laurent, Listroff, Loutre, Merten, Porcelette, Pettelange-Créhange, Roden, Sarre-Libre ou Sarrelouis, Schaffausen, Uberhern, Warsberg .

## Composition en 1795
- 1er canton : la ville de Sarre-libre ou Sarrelouis.
- 2e canton : Beaumarais et Les Picards, Bederstroff, Duren, Enstroff, Felsberg, Forweiler-vieux, Forweiler-nouveau, Grisborn, Hostenbach, Hutweiler, Itterstroff, Kerling, Limberg-haut, Limberg-bas, Listroff, Loutre, Pettelange-Créhange, Roden, Sainte-Barbe, Schaffausen, Werbel et Wadgasse, Vaudrevange[1].